# Calvin Dill
Calvin Dill, född 4 september 1955, är en friidrottare från Bermuda. Han deltog vid olympiska sommarspelen 1976.